# سیارک ۱۰۸۳۸
سیارک ۱۰۸۳۸ (به انگلیسی: 10838 Lebon، نامگذاری:1994EH7) ده هزار و هشتصد و سی و هشتمین سیارک کشف شده‌است که در ۹ مارس ۱۹۹۴ کشف شد.
قدر مطلق سیارک برابر ۱۳٫۸۰ است.